# علاء نبيل
علاء نبيل هو لاعب كرة قدم مصري، ولد في 27 يناير 1961 في مصر. شارك مع منتخب مصر لكرة القدم. أما مع النوادي، فقد لعب مع نادي المقاولون العرب.

## وصلات خارجية
- علاء نبيل على موقع قاعدة بيانات كرة القدم.إي يو (الإنجليزية)
- علاء نبيل على موقع ناشيونال فوتبول تيمز (الإنجليزية)
- علاء نبيل على موقع عالم كرة القدم.نت (الإنجليزية)
- علاء نبيل على موقع أوليمبيديا (الإنجليزية)